# Eleições regionais no País Basco em 1980
As eleições regionais no País Basco em 1980, foram as primeiras após a criação do Estatuto de Autonomia para a região e, celebraram-se a 9 de Março.
Os resultados deram uma grande vitória ao Partido Nacionalista Basco, que conquistou 38,0% dos votos e 25 dos 60 deputados em disputa. 
A esquerda abertzale, representada pelo Herri Batasuna, também conquistou um grande resultado, ficando-se pelo segundo lugar, com 16,5% dos votos e 11 deputados.
Por fim, destacar os maus resultados obtidos pelos partidos nacionais, o PSOE e a União de Centro Democrático, que, se ficaram com 14,2% e 8,5% dos votos, respectivamente.
Após as eleições, o Partido Nacionalista Basco formou um governo minoritário, com apoio da UCD.

## Resultados Oficiais
| Partido                 | Partido                           | Votos     | %               | Deputados |
| ----------------------- | --------------------------------- | --------- | --------------- | --------- |
|                         | Partido Nacionalista Basco        | 349 102   | 37,95 / 100,00  | 25 / 60   |
|                         | Herri Batasuna                    | 151 636   | 16,48 / 100,00  | 11 / 60   |
|                         | Partido Socialista do País Basco  | 130 221   | 14,16 / 100,00  | 9 / 60    |
|                         | Esquerda Basca                    | 89 953    | 9,78 / 100,00   | 6 / 60    |
|                         | União de Centro Democrático       | 78 095    | 8,49 / 100,00   | 6 / 60    |
|                         | Aliança Popular                   | 43 751    | 4,76 / 100,00   | 2 / 60    |
|                         | Partido Comunista do País Basco   | 36 845    | 4,01 / 100,00   | 1 / 60    |
|                         | Movimento Comunista do País Basco | 10 959    | 1,19 / 100,00   | 0 / 60    |
|                         | Outros                            | 25 713    | 2,78 / 100,00   | 0 / 60    |
| Votos Inválidos         | Votos Inválidos                   | 12 776    | 1,38 / 100,00   |           |
| Total                   | Total                             | 929 051   | 100,00 / 100,00 | 60 / 60   |
| Eleitorado/Participação | Eleitorado/Participação           | 1 554 527 | 59,76 / 100,00  |           |
| Fonte                   | Fonte                             | [ 5 ]     | [ 5 ]           | [ 5 ]     |

## Resultados por Províncias
| Partido    | %     | D   | %     | D  | %     | D   | %     | D  | %     | D   | %    | D  | %    | D    | D  | Votantes |
| Partido    | PNV   | PNV | HB    | HB | PSE   | PSE | EE    | EE | UCD   | UCD | AP   | AP | PCEK | PCEK | D  | Votantes |
| ---------- | ----- | --- | ----- | -- | ----- | --- | ----- | -- | ----- | --- | ---- | -- | ---- | ---- | -- | -------- |
| Álava      | 30,06 | 7   | 14,06 | 3  | 13,96 | 3   | 9,18  | 2  | 19,68 | 4   | 5,73 | 1  | 3,01 | -    | 20 | 106 239  |
| Biscaia    | 39,97 | 9   | 16,35 | 4  | 14,43 | 3   | 7,78  | 1  | 6,75  | 1   | 5,77 | 1  | 4,78 | 1    | 20 | 521 194  |
| Guipúscoa  | 37,26 | 9   | 17,58 | 4  | 13,76 | 3   | 13,45 | 3  | 7,56  | 1   | 2,67 | -  | 3,02 | -    | 20 | 301 618  |
| País Basco | 37,95 | 25  | 16,48 | 11 | 14,16 | 9   | 9,78  | 6  | 8,49  | 6   | 4,76 | 2  | 4,01 | 1    | 60 | 929 051  |

### Álava
| Partido                 | Partido                           | Votos   | %               | Deputados |
| ----------------------- | --------------------------------- | ------- | --------------- | --------- |
|                         | Partido Nacionalista Basco        | 31 640  | 30,06 / 100,00  | 7 / 20    |
|                         | União de Centro Democrático       | 20 716  | 19,68 / 100,00  | 4 / 20    |
|                         | Herri Batasuna                    | 14 804  | 14,06 / 100,00  | 3 / 20    |
|                         | Partido Socialista do País Basco  | 14 694  | 13,96 / 100,00  | 3 / 20    |
|                         | Esquerda Basca                    | 9 658   | 9,18 / 100,00   | 2 / 20    |
|                         | Aliança Popular                   | 6 029   | 5,73 / 100,00   | 1 / 20    |
|                         | Partido Comunista do País Basco   | 3 168   | 3,01 / 100,00   | 0 / 20    |
|                         | Força de Unidade Socialista Basca | 1 366   | 1,30 / 100,00   | 0 / 20    |
|                         | Outros                            | 2 580   | 2,46 / 100,00   | 0 / 20    |
| Votos Inválidos         | Votos Inválidos                   | 1 584   | 1,50 / 100,00   |           |
| Total                   | Total                             | 106 239 | 100,00 / 100,00 | 20 / 20   |
| Eleitorado/Participação | Eleitorado/Participação           | 179 844 | 59,07 / 100,00  |           |

### Biscaia
| Partido                 | Partido                           | Votos   | %               | Deputados |
| ----------------------- | --------------------------------- | ------- | --------------- | --------- |
|                         | Partido Nacionalista Basco        | 206 051 | 39,97 / 100,00  | 9 / 20    |
|                         | Herri Batasuna                    | 84 723  | 16,35 / 100,00  | 4 / 20    |
|                         | Partido Socialista do País Basco  | 74 379  | 14,43 / 100,00  | 3 / 20    |
|                         | Esquerda Basca                    | 40 085  | 7,78 / 100,00   | 1 / 20    |
|                         | União de Centro Democrático       | 34 781  | 6,75 / 100,00   | 1 / 20    |
|                         | Aliança Popular                   | 29 747  | 5,77 / 100,00   | 1 / 20    |
|                         | Partido Comunista do País Basco   | 24 660  | 4,78 / 100,00   | 1 / 20    |
|                         | Movimento Comunista do País Basco | 5 654   | 1,10 / 100,00   | 0 / 20    |
|                         | Outros                            | 13 748  | 2,66 / 100,00   | 0 / 20    |
| Votos Inválidos         | Votos Inválidos                   | 7 816   | 1,50 / 100,00   |           |
| Total                   | Total                             | 521 194 | 100,00 / 100,00 | 20 / 20   |
| Eleitorado/Participação | Eleitorado/Participação           | 854 367 | 61,00 / 100,00  |           |

### Guipúscoa
| Partido                 | Partido                           | Votos   | %               | Deputados |
| ----------------------- | --------------------------------- | ------- | --------------- | --------- |
|                         | Partido Nacionalista Basco        | 111 411 | 37,26 / 100,00  | 9 / 20    |
|                         | Herri Batasuna                    | 52 559  | 17,58 / 100,00  | 4 / 20    |
|                         | Partido Socialista do País Basco  | 41 148  | 13,76 / 100,00  | 3 / 20    |
|                         | Esquerda Basca                    | 40 210  | 13,45 / 100,00  | 3 / 20    |
|                         | União de Centro Democrático       | 22 598  | 7,56 / 100,00   | 1 / 20    |
|                         | Partido Comunista do País Basco   | 9 017   | 3,02 / 100,00   | 0 / 20    |
|                         | Aliança Popular                   | 7 975   | 2,67 / 100,00   | 0 / 20    |
|                         | Movimento Comunista do País Basco | 4 508   | 1,51 / 100,00   | 0 / 20    |
|                         | Força de Unidade Socialista Basca | 3 571   | 1,19 / 100,00   | 0 / 20    |
|                         | Outros                            | 5 245   | 1,75 / 100,00   | 0 / 20    |
| Votos Inválidos         | Votos Inválidos                   | 3 376   | 1,13 / 100,00   |           |
| Total                   | Total                             | 301 618 | 100,00 / 100,00 | 20 / 20   |
| Eleitorado/Participação | Eleitorado/Participação           | 520 316 | 57,97 / 100,00  |           |